# Dique 3 (Puerto Madero)

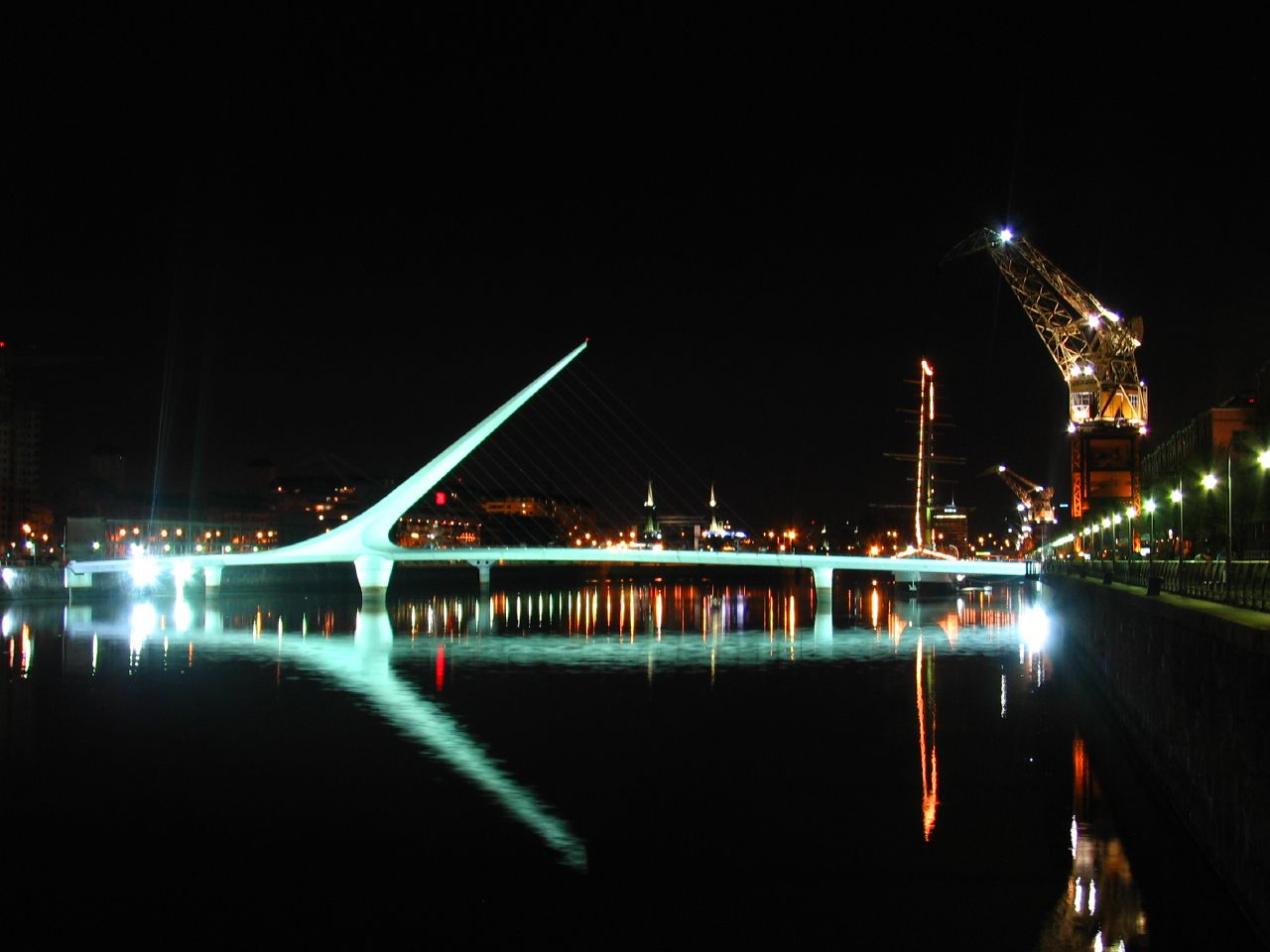
El Puente de la Mujer, en el centro del dique 3.

El Dique 3 de Puerto Madero (Barrio de la Ciudad de Buenos Aires, Argentina) está delimitado por los Boulevards Azucena Villaflor y Macacha Güemes.

## Madero Este
Un conjunto que comprende tres edificios de oficinas y un hotel, encarado por la desarrolladora South Convention Center.

### Buenos Aires Plaza
Edificio de oficinas que comparte la altura y cantidad de plantas del Hotel Hilton, además de un aspecto exterior similar y el mismo retranqueo de fachada en el último piso.

### Porteño Plaza 1 y 2
Porteño Plaza es un conjunto de tres edificios de oficinas que rodean al Hotel Hilton, proyectados por el estudio Mario Roberto Álvarez y Asociados en un estilo que concuerda con el del hotel, obra del mismo arquitecto. El complejo toma el nombre de "Madero Este" y fue construido en el año 2000.

## Edificios de oficinas

### Torre Repsol-YPF
Proyectada por el arquitecto César Pelli, se trata de un edificio compuesto por dos volúmenes incrustados, que se destaca a la distancia por el jardín de invierno que tiene en sus últimos niveles y que puede verse desde el exterior a través de la fachada vidriada. Tiene una altura de 160 metros y un centro de exposiciones.

### 909 Juana Manso
Un edificio bajo proyectado por los estudios Pfeifer-Zurdo y Mario Roberto Álvarez y Asociados, que tendrá uso mixto: oficinas y centro comercial. Junto con el complejo Madero Harbour (en el Dique 1) se tratarán de los únicos centros comerciales de Puerto Madero.

## Edificios residenciales

### Los Molinos Building
Los Molinos Building es uno de los proyectos de reciclaje de viejos silos de cereales encarados por el empresario Alan Faena, y forma parte de su llamado Art District junto con El Porteño Building, La Porteña Residences y Aleph Residences (todos ellos en el Dique 2). La obra de remodelación estuvo a cargo de McCormack y Asociados, se desarrolló desde 2006 y el edificio fue inaugurado en octubre de 2009, contando de 92 departamentos tipo "loft", teniendo una superficie total de 27.640 m².  La construcción estuvo a cargo de la empresa Obras y Sistemas SRL dirigida por los ingenieros Luis Eduardo Zolezzi, Luis Perri y Marcelo Perri. Ejerció la coordinación general el arquitecto Fernando Pierini y la jefatura de obra estuvo a cargo del ingeniero Esteban Gallo

### Terrazas del Dique
Un edificio desarrollado por Fernández Prieto y Asociados, de fachada revestida en ladrillo y ocupando toda una manzana de formato rectangular. La planta es perimetral y encierra un patio interno con jardines y recreación.

### Torres Le Parc Puerto Madero
Un conjunto de tres torres de viviendas idénticas, de diseño sencillo y altura homogénea, proyectadas por el estudio Aisenson.

### Torres River View
El primer conjunto de torres residenciales emprendido en Puerto Madero, se terminó hacia 2003. Son dos edificios gemelos, proyectados por el estudio Camps-Tiscornia.

### Torres El Mirador de Puerto Madero
Una torre compuesta en realidad por tres volúmenes independientes, concluida en 2006. Tiene una altura máxima de 88 metros, 168 departamentos y fue proyectada por el estudio Urgell-Penedo-Urgell.

### Bayres Madero
Un conjunto de dos edificios gemelos de planta baja y nueve pisos de altura, con fachadas revestidas en ladrillo, fue construido entre 2006 y comienzos de 2008.

### BA Houses
Un edificio de planta baja y cinco pisos, ubicado frente al dique. Fue desarrollado por Fernández Prieto y Asociados y construido rápidamente entre 2005 y 2007.

### En construcción

#### Torres Renoir
Un conjunto de dos torres de igual diseño, aunque una (Renoir 2) de mayor altura que la otra. La primera torre se construyó entre 2006 y 2009, y la segunda comenzó a construirse en 2007, pero su avance se vio demorado por el desarrollo de la crisis económica de 2008. En la actualidad, se está finalizando.

## Hoteles

### En construcción

#### Hotel Alvear Puerto Madero
En un terreno contiguo a las Torre Renoir, comenzó en marzo de 2010 la construcción del Hotel Alvear Puerto Madero, un edificio destinado además a oficinas. Fue proyectado por el estudio Pfeifer-Zurdo en conjunto con Robirosa-Beccar Varela-Pasinato.

## Otros

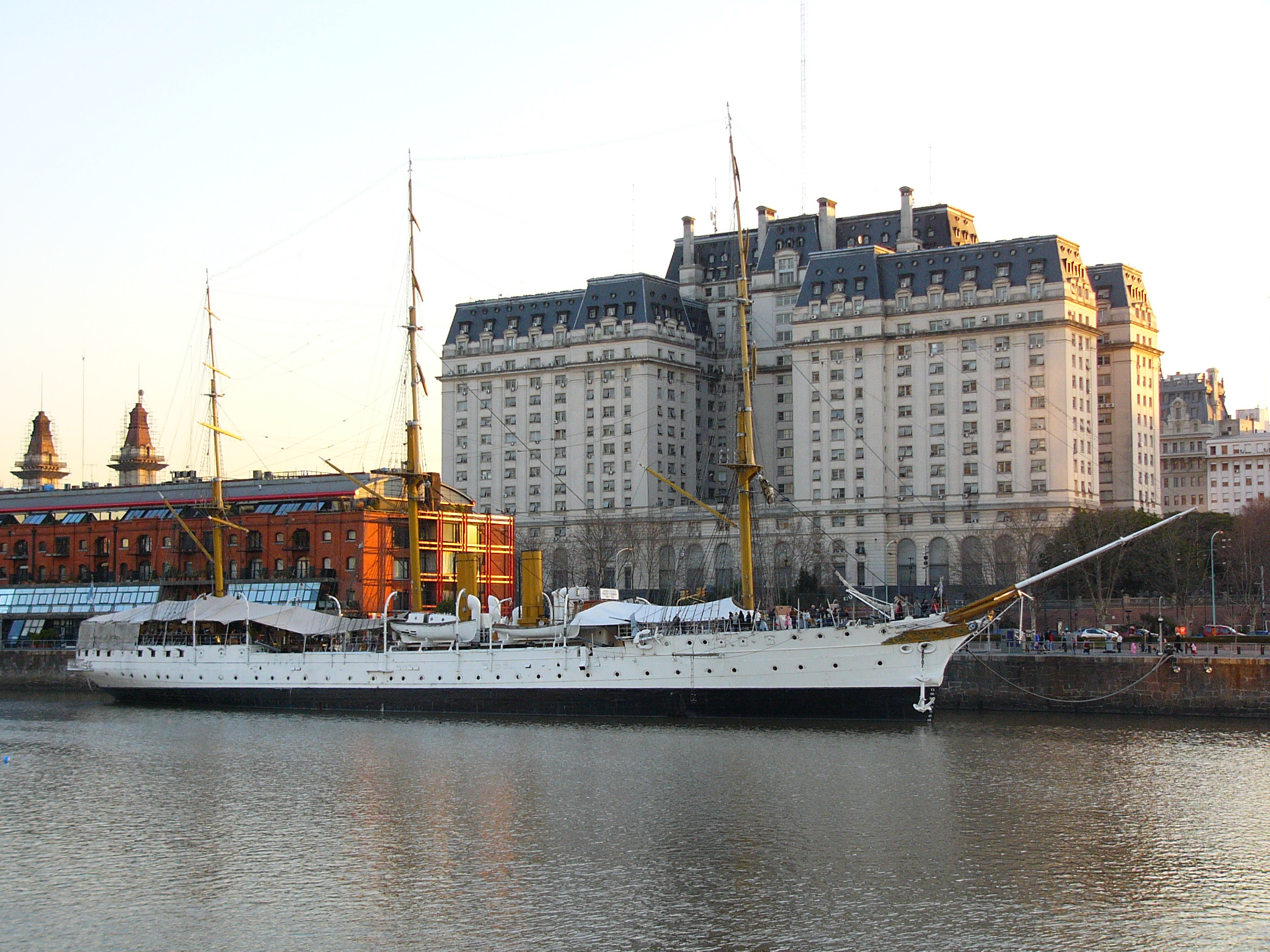
Fragata Sarmiento.

- Puente de la Mujer